# 范流
范流（？—？），字不詳。南朝宋及林邑國第三王朝第三代國王范神成之長史。南朝宋孝武皇帝劉駿大明二年（即公元458年），范神成曾派遣范流出使南朝宋奉獻金銀器及香布等物件。